# Израиль на «Евровидении-2009»
Израиль был представлен на конкурсе песни «Евровидение-2009» двумя исполнительницами — Ахиноам Нини (известна под псевдонимом Ноа) и Мирой Авад, которые исполнили песню «There Must Be Another Way». Их выбрали в качестве исполнительниц путём проведения закрытого отбора, а их конкурсная песня была выбрана 2 марта 2009 года путём голосования телезрителей, двух региональных жюри и жюри телекомпании. На конкурсе дуэт выступил в первом полуфинале 12 мая, выйдя в финал, а в финале 16 мая занял 16-е место, набрав 53 очка.

## Предыстория
Израиль дебютировал на Евровидении в 1973 году и к началу 2009 года имел в своём активе 31 выступление. Исполнители от Израиля победили трижды на конкурсе: в 1978 году Изхар Коэн и группа Alphabeta одержали первую победу с песней «А-Ба-Ни-Би», через год группа Milk and Honey принесла вторую победу с песней «Hallelujah», а в 1998 году Дана Интернэшнл одержала третью победу с песней «Diva». С момента введения в 2004 году полуфиналов на Евровидении Израиль выходил в финалы трижды, попав при этом два раза в Топ-10: в 2005 году этого добилась Шири Маймон с песней «HaSheket SheNish'ar» (4-е место), в 2008 году — Боаз Мауда с песней «Keilu Kan» (9-е место).
Вещателем, транслировавшим конкурс в прямом эфире, было Израильское управление телерадиовещания (IBA), занимавшееся этим с 1973 года включительно: 3 ноября 2008 года оно подтвердило участие Израиля в Евровидении в Москве. Было принято решение, что исполнитель будет выбран путём внутреннего отбора самой телекомпанией, а конкурсную песню выберут публично в ходе проведения открытого национального финала: подобный принцип IBA реализовала в 2007 и 2008 году. Телекомпания Keshet Media Group отказалась от подготовки к отбору из-за финансовых соображений, и подготовкой шоу занялась лично телерадиокомпания IBA.

## Национальный отбор

### Выбор исполнителя
21 декабря 2008 года стало известно, что главой отборочного комитета был назначен глава дирекции развлекательных программ Первого канала IBA Йоав Гинай. В комитет также вошли директор радиостанции «Решет Гимель» Ноам Гиль-Ор, глава израильской делегации Ицхак Зоненншайн, директор радиостанции 88FM Юваль Ганор и ведущая радиостанции 88FM Галья Гилади. До момента оглашения представителей Израиля на конкурсе пресса упоминала такие кандидатуры, как Харель Скаат, Марина Максимилиан Блюмин и Майя Бускила. Кандидатуру Скаата пришлось снять в связи с тем, что против этого выступил бывший лейбл Hed Arzi Music, заявивший, что Скаат не имеет права записывать новые песни без предварительного разрешения; Блюмин и Бускила не могли принять участие из-за исполнения воинских обязанностей. 11 января 2009 года IBA официально огласила имена представителей — ими стали певицы Ноа (Ахиноам Нини) и Мира Авад, причём последняя стала первой представительницей израильских арабов, удостоенной чести представить Израиль на конкурсе.
Ноа была известна благодаря сотрудничеству с музыкантом Гиль Дором, который помог ей выпустить четыре международных альбома «Noa», «Calling», «Blue Touches Blue» и «Now». Она же выступала на концертах вместе со Стингом, Стиви Уандером и многими другими исполнителями, а также записывала альбом с Израильским филармоническим оркестром. Среди её достижений — выступление в Белом Доме на мероприятии фонда Ицхака Рабина, концерт в Осло по случаю годовщины подписания соглашений между ПНА и Израилем, запись роли Эсмеральды на французском для оригинального саундтрека мюзикла Notre Dame de Paris, а также запись музыки для фильмов разных режиссёров (Жерар Пуличиино, Люк Бессон, Роберто Бениньи и другие). Палестинка по происхождению Мира Авад была известна тем, что участвовала в записи альбома «Now» певицы Ноа, а также сотрудничала с Идан Райхель и греческим певцом Георгосом Даларосом; прежде Мира Авад участвовала в отборе на Евровидение-2005 с песней «Zman».
Утверждалось, что Ноа согласилась принять участие в конкурсе только при условии, что вместе с ней поедет Мира Авад. Обе певицы намеревались благодаря своей поездке донести до зрителей послание о необходимости «мира во всём мире»: они намеревались исполнить песню, в которой будет текст на иврите, арабском и английском языках. На случай невозможности выступления Ноа и Миры была предусмотрена кандидатура группы Nehama Girls. Однако решение IBA вызвало недовольство как среди еврейских, так и арабских исполнителей Израиля. В отношении Миры Авад неоднократно звучали призывы снять свою кандидатуру, поскольку её выступление в дуэте с Ноа Израиль мог бы использовать в качестве элемента государственной пропаганды на фоне войны в Секторе Газа. В интервью National Public Radio Мира сказала, что, несмотря на все упрёки, приложит все усилия, чтобы доказать на конкурсе возможность разрешения конфликта мирным путём; ту же точку зрения подтвердила и Ноа, заявив, что Мира представляет интересы 1,5 млн. палестинцев, являющихся гражданами Израиля.

### Выбор песни
Авторами всех четырёх конкурсных песен были Ноа, Мира Авад и Гиль Дор: в каждой из них был текст на арабском, иврите и английском, что, по словам авторов, «соответствовало цели использования Евровидения как средства доставки послания о мире в эти тяжёлые времена». 24 февраля все песни были представлены на сайте Eurovil и в программе Ави Этгара в эфире радиостанции «Решет Гимель».
2 марта на студии Nakdi TV Studios в Иерусалиме вышло финальное шоу, ведущей которой была Эден Харель. Шоу транслировалось на Первом канале израильского телевидения и на официальном сайте телерадиокомпании IBA, а также в эфире радиостанций «Решет Гимель» на иврите и «Решет Далет» на арабском. В эфире прозвучали все четыре песни Миры и Ноа, а песню-победительницу определяли по итогам голосования четырёх групп — двух региональных жюри (30% голосов), жюри сотрудников телерадиокомпании IBA (30%) и телезрителей Израиля (40%). Телезрители могли отдать свои голоса благодаря телефонным звонкам и СМС-сообщениям. Были представлены следующие песни с названиями на иврите и английском:
- Kol Shniya (Каждую секунду) — Second Chance (Второй шанс)
- Naamin Behalom (Мы поверим в мечту) — Faith In The Light (Вера в светлое)
- Boi Lirkod Iti (Пойдём танцевать со мной) — Will You Dance With Me (Будешь ли ты танцевать со мной)
- Eiynaich (Твои глаза) — There Must Be Another Way (Должен быть другой путь)

Песня «There Must Be Another Way» выиграла голосование жюри и телезрителей. Автором идеи выигравшей песни была именно Ноа, к которой вместе все и писали текст. Ноа и Мира утверждали, что эта песня выражает надежду и возможность понимания между людьми, а также содержит призыв уважать человечность в других людях.
| Номер | Песня                             | Песня                     | Голоса жюри | Голоса телезрителей | Итого | Место |
| Номер | Название на иврите                | Название на английском    | Голоса жюри | Голоса телезрителей | Итого | Место |
| ----- | --------------------------------- | ------------------------- | ----------- | ------------------- | ----- | ----- |
| 1     | Kol Shniya (כל שנייה)             | Second Chance             | 24          | 8                   | 32    | 4     |
| 2     | Na'amin Bachalom (נאמין בחלום)    | Faith in the Light        | 48          | 24                  | 72    | 3     |
| 3     | Bo'i Lirkod Iti (בואי לרקוד איתי) | Will You Dance With Me    | 36          | 48                  | 84    | 2     |
| 4     | Einaiych (עינייך)                 | There Must Be Another Way | 72          | 40                  | 112   | 1     |

| Номер | Песня            | Кирьят-Шмона | Беэр-Шева | Жюри IBA | Итого |
| ----- | ---------------- | ------------ | --------- | -------- | ----- |
| 1     | Kol Shniya       | 9            | 9         | 6        | 24    |
| 2     | Na'amin Bachalom | 15           | 15        | 18       | 48    |
| 3     | Bo'i Lirkod Iti  | 3            | 3         | 30       | 36    |
| 4     | Einaiych         | 18           | 18        | 36       | 72    |

## Прогнозы выступления
Израиль не числился среди фаворитов конкурса песни Евровидение по версии как букмекерских контор, так и сайтов любителей конкурса. В частности, по состоянию на 7 апреля 2009 года в рейтинге 15 фаворитов конкурса по версии букмекерской конторы Paddy Power израильского дуэта не было.
Конкурсную песню Миры Авад и Ноа, равно как и песни других исполнителей, оценивал русскоязычный интернет-проект «Евровидение-Казахстан», выставляя оценки по 10-балльной шкале. Автор проекта Андрей Михеев в целом охарактеризовал песню как слабую и констатировал, что у песни могут быть проблемы с выходом, даже несмотря на то, что год назад Боаз Мауда вышел в финал также со слабой композицией. Из плюсов он отметил синхронизацию в дуэте. По 10-балльной шкале он выставил следующие оценки:

- Музыка: Баллада, которую выделяет лишь использование национальных инструментов. Все-таки для такой певицы, как Ноа, хотелось бы чего-то посильнее. 7/10
- Текст: Очень слабый английский хук. Не будь его, песня бы слушалась более целостно. 7/10
- Вокал: Учитесь, как делать синхронизацию в дуэтах. 10/10
- Итог: Будут большие проблемы с выходом, но после прохода прошлогоднего я уже ничему не удивлюсь. 7/10

Из фан-клубов международной организации любителей Евровидения OGAE, голосовавших по традиционной 12-балльной системе, свои оценки израильскому дуэту выставили клубы из Франции (3 балла), Швейцарии (6 баллов), Италии (5 баллов) и клуба представителей остальных стран мира (OGAE Rest of the World, выставили 6 баллов). Непосредственно израильский фан-клуб поставил высшую 12-балльную оценку представительнице Франции Патрисии Каас. Председатель российского фан-клуба OGAE Антон Кулаков, оценивая песню для «Евровидения-Казахстан», выставил высшие баллы композиции, тексту песни и вокальным данным Ноа и Миры Авад. Он назвал песню лучшей в первом полуфинале, а идею текста, несмотря на политический подтекст — «гениальной».

- Музыка: Невероятно проникновенная музыка. Больше ничего не нужно. 10/10
- Текст: Идея текста, несмотря на некоторый политический подтекст, гениальна. Диалог двух женщин – палестинки и еврейки, суть песни – страх и боль отступят. 10/10
- Вокал: Великолепны. 10/10
- Итог: Лучшая песня первого полуфинала без вопросов. Я ревел, когда слушал и текст читал. 10/10

## Полуфинал
30 января 2009 года состоялась жеребьёвка полуфиналов конкурса, по итогам которой Израиль оказался в первом полуфинале, назначенном на 12 мая 2009 года. 16 марта 2009 года на жеребьёвке, определявшей порядок выступлений, Израилю досталась 10-я стартовая позиция. Костюмы для выступления разработал дизайнер Ошида, сценическим директором стал глава делегации Ицхак Зонненшайн. Из-за серьёзной занятости дуэт отказался от промо-тура.
Технические репетиции прошли 4 и 7 мая, костюмированные — 11 и 12 мая (репетиция 11 мая прошла в присутствии профессиональных жюри). Обе певицы выступали в чёрных платьях: на сцене были три музыканта (в том числе и автор песни Гиль Дор). Сцена была оформлена в тёмно-синих цветах, на LED-экранах в конце выступления появилась оранжевая роза. Израильский дуэт вышел в финал по итогам голосования: его результатом стало 7-е место в полуфинале с 75 баллами.

### Голосование в полуфинале
| Очки      | Страна                                   |
| --------- | ---------------------------------------- |
| 12 баллов |                                          |
| 10 баллов |                                          |
| 8 баллов  | Андорра                                  |
| 7 баллов  | Армения                                  |
| 6 баллов  | - Финляндия - Исландия - Швеция          |
| 5 баллов  | - Германия - Черногория - Швейцария      |
| 4 балла   | - Белоруссия - Болгария - Чехия - Мальта |
| 3 балла   | - Бельгия - Румыния - Турция             |
| 2 балла   |                                          |
| 1 балл    | - Северная Македония - Великобритания    |

| Очки      | Страна               |
| --------- | -------------------- |
| 12 баллов | Исландия             |
| 10 баллов | Армения              |
| 8 баллов  | Румыния              |
| 7 баллов  | Швеция               |
| 6 баллов  | Турция               |
| 5 баллов  | Мальта               |
| 4 балла   | Белоруссия           |
| 3 балла   | Босния и Герцеговина |
| 2 балла   | Португалия           |
| 1 балл    | Черногория           |

## Финал
По итогам жеребьёвки Ноа и Мира должны были выступить в финале под 2-м порядковым номером: на тот момент ещё ни один конкурсант, выступавший 2-м в финале, никогда не выигрывал «Евровидение». В день проведения финала (на 20:00 центральноевропейского времени) шведские букмекеры назвали израильский дуэт главным аутсайдером конкурса с коэффициентом 126,0 на победу.
Заключительные костюмированные репетиции состоялись 15 и 16 мая, причём на последней репетиции присутствовали члены жюри, выставлявшие свои оценки. 16 мая в финале Ноа и Мира заняли 16-е место, набрав 53 очка по итогам голосования телезрителей и жюри. Результаты совместного голосования телезрителей и жюри Израиля оглашал телеведущий Офер Нахшон, который приветствовал в прямом эфире зрителей на иврите, английском и русском языках.

### Голосование в финале
| Очки      | Страна                           |
| --------- | -------------------------------- |
| 12 баллов |                                  |
| 10 баллов | Франция                          |
| 8 баллов  | - Бельгия - Босния и Герцеговина |
| 7 баллов  | Андорра                          |
| 6 баллов  |                                  |
| 5 баллов  | - Эстония - Словакия             |
| 4 балла   | - Чехия - Черногория             |
| 3 балла   |                                  |
| 2 балла   |                                  |
| 1 балл    | - Швейцария - Украина            |

| Очки      | Страна         |
| --------- | -------------- |
| 12 баллов | Норвегия       |
| 10 баллов | Исландия       |
| 8 баллов  | Армения        |
| 7 баллов  | Россия         |
| 6 баллов  | Азербайджан    |
| 5 баллов  | Франция        |
| 4 балла   | Великобритания |
| 3 балла   | Турция         |
| 2 балла   | Украина        |
| 1 балл    | Молдавия       |